# Iveta Purne
Iveta Purne (ur. 31 grudnia 1963 w Rydze) – łotewska polityk i pracownik opieki społecznej, w latach 2007–2009 minister zabezpieczenia społecznego.

## Życiorys
Z wykształcenia pracownik socjalny i pedagog społeczny, studia ukończyła w 2003 w szkole wyżej SDSPA „Attīstība”. Zawodowo pracowała od połowy lat 80., była m.in. inspektorem do spraw kultury w administracji lokalnej i pracownikiem przedsiębiorstwa Rīgas Vagonbūves Rūpnīca. Później związana z opieką społeczną, była zatrudniona w ośrodku pomocy społecznej RSAC „Gaiļezers”. Zajęła się również działalnością dydaktyczną i szkoleniową, m.in. na macierzystej uczelni. W 2005 została naczelnikiem wydziału kontroli jakości usług społecznych w resorcie zabezpieczenia społecznego, a we wrześniu tegoż roku sekretarzem parlamentarnym ministerstwa.
Od listopada 2007 do marca 2009 z rekomendacji Łotewskiego Związku Rolników sprawowała urząd ministra zabezpieczenia społecznego w gabinetach Aigarsa Kalvītisa oraz Ivarsa Godmanisa.
Po odejściu z rządu przez kilkanaście miesięcy kierowała centrum opieki społecznej w Rydze. Później została dyrektorem filii instytucji opieki społecznej VSAC „Zemgale” w Jełgawie. Była też związana z ugrupowaniem Od Serca dla Łotwy.